# زبابة أوراسية صغرى
زبابة أوراسية صغرى (الاسم العلمي: Sorex minutissimus) نوع من الثدييات يتبع جنس الزبابة من فصيلة الزبابات.